# 滨海马尔恰纳
滨海马尔恰纳（義大利語：Marciana Marina）是意大利利佛诺省的一个市镇。总面积5平方公里，人口1975人，人口密度395.0人/平方公里（2009年）。ISTAT代码为049011。